# Nevade
Nevade (cyr. Неваде) – wieś w Serbii, w okręgu morawickim, w gminie Gornji Milanovac. W 2011 roku liczyła 627 mieszkańców.